# Illuminatus!
Illuminatus! ist eine Roman-Trilogie der US-amerikanischen Autoren Robert Shea und Robert Anton Wilson. Sie entstand zwischen 1969 und 1971. Die drei Romane enthalten eine satirische Abenteuergeschichte voller literarischer Zitate und Anspielungen. Sie erzählen eine mit Sex- und Drogenerfahrungen angereicherte Reise durch mehrere historische und fiktive Verschwörungstheorien, die die Autoren um den historisch belegten, im Jahr 1785 verbotenen bayerischen Geheimbund der Illuminaten herum spinnen. Die Erzählung ist nicht chronologisch, wechselt oft zwischen Erzählperspektiven und behandelt verschiedene Themen, wie die Gegenkultur der 1960er Jahre, das Problem der Willensfreiheit, Zen, Numerologie und Diskordianismus.
Die drei Bände der Trilogie, Das Auge in der Pyramide, Der goldene Apfel und Leviathan, die heute auch zusammengefasst in einem Band vorliegen, wurden ab September 1975 veröffentlicht. 1986 gewann der Roman den Preis der Prometheus Hall of Fame.
Wilson und Shea verfassten im Anschluss weitere Romane und Sachbücher, die sich mit den Themen der Trilogie auseinandersetzen, doch nicht als unmittelbare Fortsetzungen zu verstehen sind.
Der Einfluss des Buches auf die Popkultur in den USA und anderen westlichen Ländern ist groß. Es entstand eine Bühnenfassung, Spuren der Illuminatus!-Lektüre lassen sich bei zahlreichen Schriftstellern, Musikern und Autoren von Spielen nachweisen. Der Roman begründete das Genre der belletristischen Verschwörungsliteratur; das weit verbreitete (angebliche) Geheimnis der 23 ist im Wesentlichen auf die Trilogie zurückzuführen.

## Inhalt
Die Handlung führt dem Leser die Gedanken, Halluzinationen und die teils realen, teils wahnhaften inneren Stimmen der zahlreichen Protagonisten vor und wechselt zwischen Gegenwart, Vergangenheit und Zukunft, manchmal sogar mitten im Satz. Ein Großteil ihres Hintergrunds wird in Gesprächen der Romanfiguren mitgeteilt, die sich mehr oder weniger zuverlässig erscheinende, gelegentlich sogar direkt widersprüchliche Versionen der weltweiten Verschwörung erzählen, die sie aufdecken wollen. Es gibt auch Passagen, in denen sich der Roman selbst reflektiert und auf scherzhafte Weise dekonstruiert.

### Zusammenfassung der Handlung
Die eigentliche Handlung (falls man bei einem Roman mit so vielen Abschweifungen von einer eigentlichen Handlung sprechen kann) setzt mit zwei New Yorker Polizeidetektiven ein. Saul Goodman und Barney Muldoon sollen im Jahr 1976 einen Bombenanschlag auf Confrontation, eine linke Zeitschrift, aufklären und deren verschwundenen Herausgeber Joe Malik finden. Sie entdecken, dass Confrontation den Hintergrund der Morde an John F. Kennedy, Robert F. Kennedy und Martin Luther King recherchierte; daraufhin gehen die beiden den Spuren, Notizen und Indizien nach, die sie gefunden haben und die alle darauf hindeuten, dass mächtige Geheimgesellschaften in die drei Attentate verwickelt waren. Langsam werden sie in ein Netz von immer komplexer werdenden Verschwörungstheorien verstrickt.
Gleichzeitig wird George Dorn, ein Reporter der Zeitschrift, in einem gottverlassenen texanischen Städtchen namens Mad Dog wegen Drogenbesitzes festgenommen. Im Gefängnis wird er von rechtsgerichteten Hinterwäldlern bedroht und halluziniert seine eigene Hinrichtung. Schließlich wird er bei einem Sprengstoffanschlag auf das Gefängnis von einer Gruppe von Anarchisten befreit, die ihm mit ziemlich drastischen Mitteln zu einer Erleuchtung im Sinne ihrer Lehre verhelfen, dem Diskordianismus. Anführer ist der rätselhafte Hagbard Celine, Kommandant der Lief Erikson, eines goldenen U-Boots, das er selbst gebaut hat (ganz offensichtlich eine Anspielung auf den bekannten Beatles-Song Yellow Submarine, der versteckt von Drogenerfahrungen erzählt). An Bord befindet sich auch FUCKUP (First Universal Cybernetic-Kinetic Ultra-Micro Programmer), ein Riesen-Computer, der mittels eines virtuellen I Ging täglich die Wahrscheinlichkeit für den Ausbruch des Dritten Weltkriegs ermittelt.
Hagbards Gruppe ist in einen fortwährenden Kampf gegen die Illuminaten verstrickt, die Verschwörergruppe, die insgeheim die Welt kontrolliert. Dieser Kampf wird mit dem Gold finanziert, das die Diskordianer in den unterseeischen Ruinen von Atlantis gefunden haben.
Die Handlung wandert im weiteren Verlauf des Romans rund um den Globus zu so unterschiedlichen Schauplätzen wie Las Vegas (wo ein tödlicher Milzbrand-Stamm freigesetzt wurde, der im Auftrag der US-Regierung genetisch verändert worden war), Atlantis (wo Howard, der sprechende Tümmler, mit seinen Artgenossen Hagbard beim Kampf gegen die Illuminaten hilft), Chicago (wo jemand, der John Dillinger verblüffend ähnlich sah, vor vielen Jahren erschossen wurde); Ingolstadt (an dessen Universität der historische Illuminatenorden gegründet wurde) bis zur Insel Fernando Poo (dem Schauplatz der nächsten großen Konfrontation zwischen der Sowjetunion, China und den USA im Kalten Krieg, wo überraschenderweise auch Yog-Sothoth auftaucht, ein Wesen aus dem Cthulhu-Mythos H. P. Lovecrafts).
Der finstere Plan der Illuminaten, der im Verlauf der Roman-Trilogie aufgedeckt wird, besteht darin, das „Eschaton zu immanentisieren“, eine Formulierung des deutsch-amerikanischen Philosophen Eric Voegelin, die das Herbeiführen des Endes der Welt oder das Schaffen eines Paradieses auf Erden bezeichnet. Nachdem der Atomkrieg um Fernando Poo und die weltweite Anthrax-Epidemie verhindert wurden, stellt der geheime Plan der American Medical Association (AMA), einer bösen Rockband, den dritten Versuch dar: Sie möchte ein massenhaftes Menschenopfer veranstalten mit dem Zweck, genug „Lebens-Energie“ freizusetzen, um so einer kleinen Gruppe von Eingeweihten (darunter auch Adolf Hitler) ewiges Leben zu verschaffen. Die AMA besteht aus den Geschwistern Werner, Winifred, Wolfgang und Wilhelm Saure, die vier der fünf geheimnisvollen Illuminati Primi sind. Die Identität des fünften bleibt zunächst unbekannt. Ein Rockfestival, das am 1. Mai 1976 (auf den Tag genau 200 Jahre nach der Gründung des historischen Illuminatenordens) als Pendant zu dem in Woodstock im bayerischen Ingolstadt stattfinden soll, ist der geplante Schauplatz des Massenmords, den ein Bataillon Nazis ausführen soll, die am Grunde des nahe gelegenen Totenkopfsees im Winterschlaf liegen. Dieser Plan wird mit Hilfe einer über fünfzehn Meter großen Epiphanie der griechischen Göttin Eris vereitelt, der Schutzgöttin der Diskordianer. Die vier Ober-Illuminaten werden dabei getötet.
Die Protagonisten, die nun alle an Bord des U-Boots versammelt sind, werden vom Leviathan bedroht, einem riesigen pyramidenförmigen Einzeller, der seit Jahrtausenden unaufhörlich im Meer gewachsen ist. Diese ins Bizarre übertriebene Begegnung führt einige der Romanpersonen vorübergehend zu der metafiktionalen Frage, ob sie selbst nicht nur Figuren in einem Roman sind, doch nimmt das Monster gleich wieder ihre ganze Aufmerksamkeit in Anspruch. Die Gefahr wird dadurch gebannt, dass dem einsamen Leviathan FUCKUP, der Bordcomputer des U-Boots, zur Verfügung gestellt wird, damit er endlich einen Gesprächspartner hat. Schließlich eröffnet Hagbard, dass er selbst der fünfte Illuminatus Primus ist – er hat ein doppeltes Spiel getrieben und beide Seiten gegeneinander ausgespielt, um das Gleichgewicht aufrechtzuerhalten. Er ist in Wahrheit Mitglied eines noch geheimeren Geheimbunds hinter den sich bekämpfenden Geheimbünden, dessen Ziel die Verbreitung der Idee ist, dass jeder die Freiheit hat, jederzeit das zu tun, was er will.

### Titel und Gliederung

Zankapfel

Die Buchtitel der drei Bände beziehen sich auf wiederkehrende Symbole, die im Verlauf der Handlung erläutert werden:
- Das Auge in der Pyramide verweist auf das Allsehende Auge, von dem im Roman behauptet wird, es wäre das Zeichen der bayerischen Illuminaten gewesen. Es taucht an verschiedenen Stellen im Roman auf, als Altar, als Tätowierung, nicht zuletzt aber auf dem Dollarschein.
- Der goldene Apfel bezieht sich auf den Zankapfel, der im Mittelpunkt des Urteils des Paris der griechischen Mythologie steht. Im Roman wird es benutzt als Symbol der „Legion des dynamischen Diskord“, einer Untergruppe der Diskordianer. Der Apfel taucht wiederholt im Roman auf, z. B. auf der schwarzen Fahne der Anarchisten, als Einweihungsobjekt und als Abzeichen auf einer Uniform.
- Leviathan bezieht sich zum einen auf das biblische Urweltmonster, zum anderen aber auch auf die gleichnamige staatstheoretische Schrift von Thomas Hobbes, in der der alles erfassende Staat mit seinem Gewaltmonopol gemeint ist.

Die drei Teile der Trilogie sind ihrerseits unterteilt in fünf Bücher, die nach den fünf Jahreszeiten des diskordianischen Kalenders benannt sind. Diese Bücher sind wiederum in insgesamt zehn „Trips“ gegliedert, die nach den kabbalistischen Sephiroth benannt sind. Auf den letzten „Trip“ folgen schließlich vierzehn Anhänge, die als Überschriften die Namen der Buchstaben des hebräischen Alphabets tragen. Auf der ersten Seite der Anhänge findet sich die geheimnisvolle Notiz: „Ursprünglich gab es 22 Anhänge, die die Geheimnisse der Illuminati erklären. Acht Anhänge wurden wegen Papiermangels entfernt. Sie werden im Himmel gedruckt werden.“, während „Anhang Mem“ klarstellt: „Wo sind die fehlenden Anhänge? Antwort: Zensiert.“ Dies scheint ein weiterer Scherz der Autoren zu sein, auch wenn es zutrifft, dass in den Anhängen acht Teile fehlen, um auf die Zahl der Buchstaben des hebräischen Alphabets zu kommen, und dass der Verleger von Shea und Wilson verlangte, fünfhundert Seiten aus dem Buch herauszukürzen.

## Entstehungs- und Veröffentlichungsgeschichte
Die Trilogie wurde zwischen 1969 und 1971 geschrieben, als Wilson und Shea in der Redaktion des Playboy arbeiteten. Sie waren auch für die Leserbriefe zuständig, von denen viele paranoide Phantasmen über Verschwörungen und Geheimbünde zum Thema hatten. Sie begannen einen Roman zu schreiben unter der Prämisse, dass „all diese Schwachköpfe recht hatten und jede einzelne Verschwörung, über die sie sich beschweren, wirklich existiert“. In einem Interview, das er 1980 gab, erklärte Wilson, dass der Roman obendrein einen Mythos um die Weltanschauung herum aufbauen sollte, an dem beide mitwirkten, den Diskordianismus.
Es gab keine spezifische Arbeitsteilung beim Schreiben des Romans. Wilson erklärte 1976 in einem Interview:

“In general, the melodrama is Shea and the satire is me; but some of the satire is definitely him and some of the melodrama is certainly me. ‘When Atlantis Ruled the Earth’ is 99 % Shea. The sections about Simon Moon, Robert Putney Drake and Markoff Chaney are 99 % me. Everything else is impossible to untangle.”

„Im Allgemeinen stammt das Melodramatische von Shea und die Satire von mir, aber einige satirische Passagen sind definitiv von ihm, manches Melodramatische ist ganz bestimmt von mir. ‚Als Atlantis die Erde beherrschte‘ ist zu 99 % Shea. Die Abschnitte über Simon Moon, Robert Putney Drake und Markoff Chaney stammen zu 99 % von mir. Alles andere kann man unmöglich entwirren.“

Der Schauspieler Ken Campbell, der die Trilogie für die Bühne adaptierte, sagte in einem Interview, die beiden hätten den Prozess des Schreibens als eine Art lustigen Sport oder Wettkampf betrieben:

“They had a lot of access to research staff. And so under the guise that it would be helpful writing articles for Playboy (I don't think it was really) they got into the Illuminati. Wilson would bung these memos to Shea as material came in from the researchers—like the memos in the book. When they got to memo 23, Shea said, ‘If we imagine a New York cop came across these memos, I think we've got the basis for a fine thriller!’ So the next one Wilson wrote was episode one of the thriller. Shea replied with episode two. They were playing a game really. Like, I bet you can't continue this! The answer is, ‘No I can't, so we'll continue with this!’.”

„Sie hatten die Möglichkeit, die Hilfskräfte der Redaktion für sich recherchieren zu lassen. Unter dem Vorwand, es wäre hilfreich für die Artikel, die sie für den Playboy schrieben (ich denke nicht, dass es das war), interessierten sie sich immer mehr für die Illuminaten. Sobald das Material von den Hilfskräften reinkam, gab Wilson diese Memos an Shea weiter – ganz ähnlich wie die Memos im Buch. Als sie bei Memo 23 angelangt waren, sagte Shea: Wenn ich mir vorstelle, dass irgendeinem Bullen aus New York diese Memos in die Hände fallen, haben wir, glaub ich, eine Grundlage für einen prima Thriller. Als Nächstes schrieb Wilson also das erste Kapitel dieses Thrillers, und Shea antwortete mit Kapitel zwei. Es war tatsächlich ein Spiel für sie, in der Art: ‚Wetten, dass du keine Fortsetzung für das hier findest!‘ Die Antwort war dann: ‚Nein, da fällt mir nichts ein, also lass uns doch besser hiermit weitermachen!‘“

Das ungewöhnliche Endprodukt fand bei den Verlagen keinen Gefallen, und erst nach mehreren Jahren fand sich ein Verleger. Wilson erklärte später, die Einteilung von Illuminatus! in drei Bände sei eine kommerzielle Entscheidung des Verlags Dell gewesen – die Autoren dagegen hätten den Roman als Einheit und nicht als Trilogie angelegt. Dell habe obendrein von ihnen verlangt, den Text um 500 Seiten zu kürzen, um die Druckkosten des, wie es damals schien, riskanten Unternehmens zu senken. Ein Großteil des herausgekürzten Materials wurde in späteren Büchern verwendet. Der Gedanke, dass ausgerechnet die tiefsten Geheimnisse der Illuminaten der kostenbedingten Streichung zum Opfer gefallen wären, ist einer der typischen Scherze von Wilson und Shea.
Die Einzelbände erschienen in den USA 1975 bei Dell, wurden zumeist positiv rezensiert und verkauften sich recht gut. Illuminatus! erreichte bald Kult-Status, wurde aber kein Bestseller im eigentlichen Sinne. 1978 erschienen die drei Bände in Großbritannien im Verlag Sphere Books. Die Trilogie verkaufte sich stetig und kam 1984 als Ausgabe in einem Band heraus. Hier fehlen die zusammenfassenden Einleitungen zum Goldenen Apfel und zu Leviathan. Manches in diesen Einleitungen wie die autodestruktiven Minah-Vögel kommt nirgendwo sonst im Roman vor, was wahrscheinlich auf die von Dell erzwungenen Kürzungen zurückzuführen ist. In den USA wird der Roman seitdem zumeist in der einbändigen Ausgabe vertrieben.
Auf Deutsch erschien die Trilogie 1977 und 1978 im Sphinx Verlag, einem Schweizer Verlagshaus, das sich auf Esoterik spezialisiert hat. Die Buchumschläge dieser gebundenen Ausgabe bilden ein Triptychon, auf dem das Gesicht von J. R. „Bob“ Dobbs zu sehen ist, einem Idol der Church of the SubGenius, und das, obwohl diese Religionsparodie aus San Francisco im Buch gar nicht vorkommt. Sie wurde von Illuminatus!-Fans gegründet, und man nimmt allgemein an, dass mit „Bob“ Wilson selbst gemeint ist.

## Themen

### Verschwörungstheorien

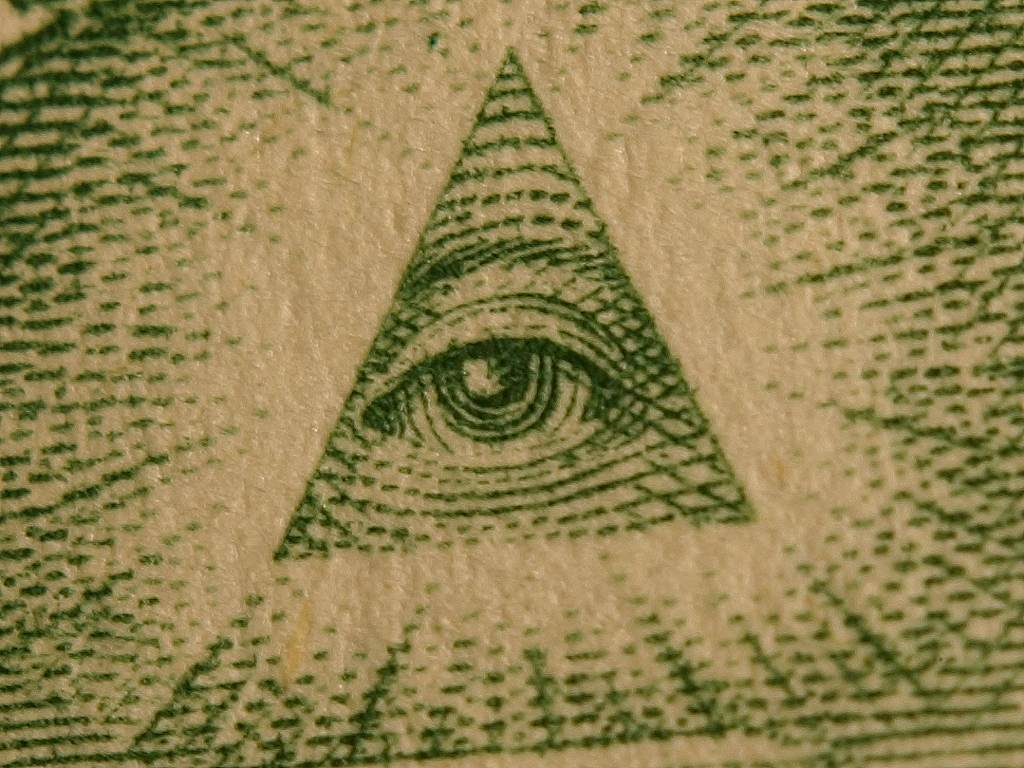
Das „Allsehende Auge“ (Rückseite der 1-Dollar-Note)

Wilson und Shea drücken die konspirationistisch-paranoide Weltsicht, die das erste Hauptthema ihres Romans ist, gleich zu Beginn des ersten Bandes mit einem Zitat aus dem Roman Mumbo-Jumbo des afroamerikanischen Schriftstellers Ishmael Reed aus: „Die Geschichte der Welt ist die Geschichte der Kriege zwischen Geheimbünden.“ Obwohl die meisten Verschwörungstheorien im Buch fiktiv sind, werden sie mit hinreichend gesicherten Fakten vermischt, um plausibel zu wirken. Der Titel des ersten Bandes, Das Auge in der Pyramide zum Beispiel, bezieht sich auf das Allsehende Auge, ein Symbol für Gott und die Dreifaltigkeit, das von Mystikern und in der Aufklärung von Kirchenkritikern und Deisten und damit auch von Freimaurern verwendet wurde. Es wird irrigerweise häufig als Symbol der Illuminaten bezeichnet und ist zudem Bestandteil des Staatssiegels der Vereinigten Staaten, was dem Mythos Nahrung gibt, einige Gründungsväter der USA seien selbst Illuminaten gewesen. In den drei Bänden kommen fast auf jeder Seite Anspielungen auf die Illuminaten, auf gnostische Geheimlehren, auf verschiedene Verschwörungstheorien und angebliche Pläne zur Erlangung der Weltherrschaft vor. Manche der seltsameren Theorien, die in dem Buch ausgebreitet werden, zum Beispiel die These, Adam Weishaupt, der Gründer des Illuminatenordens, hätte George Washington ermordet und unbemerkt dessen Identität als Präsident der Vereinigten Staaten übernommen, stammen aus Leserbriefen an den Playboy, für die Shea und Wilson in der Abfassungszeit des Buches verantwortlich waren.

### Fnord
Eine der bekanntesten Ideen des Romans sind die „Fnords“, ein Wort, das die Erfinder der Principia Discordia prägten und dem Shea und Wilson die heute bekannte Bedeutung gaben. Bei seiner ersten Erwähnung im Buch wird es noch nicht erläutert („Der einzige gute Fnord ist ein toter Fnord.“); weitere dem Leser notwendigerweise unverständliche Erwähnungen folgen, bis im zweiten Band das Geheimnis gelüftet wird. Hagbard Celine hypnotisiert Joe Malik, um ihm Zugang zu verdrängten Bewusstseinsinhalten zu verschaffen, und er erinnert sich daran, in der ersten Klasse darauf trainiert worden zu sein, die Fnords zu ignorieren: „Wenn du den Fnord nicht siehst, kann er dich nicht fressen, sieh nicht den Fnord, sieh nicht den Fnord…“ Es handelt sich offenbar um eine Art Konditionierung, der der größte Teil der Bevölkerung in früher Kindheit unterworfen wurde: Sie wurden gedrillt, ein gedrucktes Wort zu ignorieren (und natürlich sowohl den Drill als auch die Tatsache, dass sie das Wort ignorieren, zu vergessen), sodass sich bei Lektüre des Wortes nur ein vages Gefühl der Beunruhigung einstellt: Taucht das Wort auf, reagieren die Leser sofort mit Panik, worauf sie unbewusst damit reagieren, zu verdrängen, dass sie das Wort gesehen haben, aber das Gefühl der Panik bleibt zumindest ansatzweise erhalten. Fnords werden angeblich willkürlich im redaktionellen Text von Zeitungen und Zeitschriften verstreut, was bei der Lektüre Angstgefühle auslöse. In Anzeigen gebe es aber keine Fnords, wodurch der Konsumerismus in der Gesellschaft gefördert werde. Das Konzept der Fnords kann somit als Metapher für gesellschaftliche Kontrolle und Gehirnwäsche verstanden werden. „Die Fnords zu sehen“ bedeutet somit eine Erleuchtung, das Ende der gesellschaftlichen Konditionierung durch Erziehung und Sozialisation, ein Schritt auf dem Weg zurück zur individuellen Autonomie.

### Numerologie

Sacred Chao des Diskordianismus. Das Pentagon steht für das Gesetz der Fünf (Pentabarf)

Viele Figuren im Roman glauben an Numerologie. Vor allem das „Gesetz der Fünf“ (Pentabarf) des Diskordianismus wird häufig erwähnt, das Hagbard Celine im Anhang Gimmel folgendermaßen erklärt: „Alle Phänomene stehen direkt oder indirekt mit der Zahl fünf in Verbindung“. Romanfigur Simon Moon entdeckt, was er das „Synchronizitätsprinzip der Dreiundzwanzig“ nennt, auf das Robert Anton Wilson durch William S. Burroughs aufmerksam gemacht wurde. Beide „Gesetze“ sind durch den Umstand arithmetisch miteinander verknüpft, dass fünf die Quersumme von 23 ist. Moon weist unter anderem darauf hin, dass alle großen Anarchisten am 23. Tag eines Monats gestorben sein sollen. Er macht auch ein „23/17-Phänomen“ aus: Beide Zahlen seien eng mit dem „Gesetz der Fünf“ verknüpft, denn 2 + 3 = 5, und 1 + 7 = 8 = 2³. Robert Anton Wilson behauptete 1988 in einem Interview, dass die

„23 ein Teil des kosmischen Codes ist. Sie steht in Verbindung mit so vielen Synchronizitäten und seltsamen Koinzidenzen, dass das alles einfach etwas bedeuten muss – ich hab nur nicht herausgefunden, was!“

Mit dem 1785 verbotenen bayerischen Orden hat die Zahl nachweislich nichts zu tun. Vielmehr kann die Mystifikation von Shea und Wilson um die Zahl als ein „Mindfuck“ verstanden werden, ein erhellendes Experiment am eigenen Bewusstsein, das dessen Manipulierbarkeit verdeutlichen soll: Da im Buch immer wieder betont wird, welche große und unheilvolle Bedeutung die Zahl angeblich habe, achtet der Leser, ohne es bewusst zu merken, vermehrt auf diese Zahl, sodass sich der unheimliche Eindruck einstellt, sie tauche sowohl im eigenen Leben als auch in der Weltgeschichte überproportional häufig auf. Dieser Effekt ist aber nicht in der Realität, sondern in der durch die Lektüre des Buches auf die Zahl fokussierten selektiven Wahrnehmung begründet.

### Gegenkultur
Der Roman wurde in der Blütezeit der Hippie-Bewegung in den späten sechziger Jahren geschrieben, und viele Ideen und Konzepte der damaligen Gegenkultur lassen sich in ihm finden. Auf den Hippie-Slogan „Flower Power“ zum Beispiel spielt das deutsche „Ewige Blumenkraft“ an, von dem Shea and Wilson behaupten, es wäre eine Parole der Illuminaten, die indes als scheinbare Feinde der Hippie-Ideale geschildert werden. Die Haltung des Buchs zur amerikanischen Gegenkultur der sechziger Jahre und zur New-Age-Bewegung ist zweideutig. Wilson erläuterte in einem Interview:

“I'm some kind of antibody in the New Age movement. My function is to raise the possibility, hey, you know, some of this stuff might be bullshit.”

„Ich bin so etwas wie ein Antikörper der New-Age-Bewegung. Meine Funktion besteht darin, auf die Möglichkeit aufmerksam zu machen, hey, weißt du, einiges von all dem Kram könnte auch riesengroßer Quatsch sein!“

Die häufige Beschreibung ungewöhnlicher Sexualpraktiken im Verlauf der Handlung reflektiert das Hippie-Ideal der „freien Liebe“. Die Romanfiguren haben eine sehr liberale Sexualmoral und verhalten sich promiskuitiv. Die Verfasser sind sich wohl bewusst, dass dies auch einen Vorwand für sexuell stimulierende Passagen liefert: In einem der typischen selbstreferenziellen Scherze vermutet eine Romanfigur, diese Stellen würden nur existieren, „um ein schlechtes Buch voller flacher Charaktere zu verkaufen, die einer Schwachsinnsverschwörung hinterher jagen“. Gleichzeitig vertritt das Buch den Gebrauch von Drogen zu Zwecken der Bewusstseinserweiterung. Hierin stimmt der Roman mit den Überzeugungen etwa von Timothy Leary überein, einer der Schlüsselfiguren der Hippie-Bewegung. Leary selbst nannte die Trilogie „wichtiger als Ulysses oder Finnegans Wake“ – dieses Zitat findet sich als Aufkleber auf mehreren amerikanischen Auflagen des Buches.

### Kognitive Dissonanz
Über jedwede Sicht der Realität, die im Verlauf der Handlung vorkommt, wird sich früher oder später auf irgendeine Art lustig gemacht, ganz gleich, ob sie nun traditionell oder radikal, neu und gegenkulturell daherkommt. Die Trilogie ist eine Übung in kognitiver Dissonanz, da eine reichlich absurde Handlung um allem Anschein nach plausible, aber unbeweisbare Theoreme herum konstruiert wird. Wilson selbst definiert kognitive Dissonanz in seinem Essayband Cosmic Trigger als „abrupter Widerspruch im Realitätsmodell einer Person“. Wer kognitiver Dissonanz ausgesetzt worden sei, werde entweder „sehr flexibel und agnostisch“ oder „sehr rigide in seinen Überzeugungen und schizophren“. Letztendlich bleibt die Interpretation also dem Leser überlassen, ob die widersprüchlichen Standpunkte, die von den Romanfiguren präsentiert werden, gültig und plausibel sind oder es sich nur um Satire und Scherz handelt. Der Roman selbst liefert extrem widersprüchliche Informationen, indem er einerseits erkennbar aus der Hippie-Bewegung und der drogenerfahrenen Gegenkultur der amerikanischen Linken stammt, andererseits aber ständig Verschwörungstheorien verbreitet, die zur Zeit seines Erscheinens nur auf der extrem rechten Seite des politischen Spektrums zu finden waren. Das beim Leser angestrebte Ergebnis dieses Widerspruchs ist eben die beschriebene Bewusstseinserweiterung durch „Mindfuck“.
Seine Vorgehensweise, erst ein einigermaßen überzeugendes System von Behauptungen aufzustellen und es dann einzureißen, um es durch ein anderes zu ersetzen, beschreibt Wilson als „Guerilla-Ontologie“.
Dieser postmoderne Mangel an eigentlichen Überzeugungen ist zentral für die halb-scherzhafte Chaos-basierte Religion des Diskordianismus. Auszüge aus dessen angeblich heiligem Text, den Principia Discordia von Malaclypse dem Jüngeren, werden ausführlich in der Trilogie zitiert, die auch viele Themen und Kontexte des Diskordianismus behandelt. Shea und Wilson widmeten den ersten Teil ihres Buchs auch Gregory Hill und Kerry Thornley, den Gründern dieser Religion. Die zentrale diskordianische Praxis des „Mindfuck“ wird exemplarisch von der Romanfigur Markoff Chaney vorgeführt (der Name ist ein Wortspiel mit der so genannten Markow-Kette – englisch „Markov chain“ –, mit der zufällige Zustandsänderungen eines Systems mathematisch modelliert werden). Er ist ein antisozialer Kleinwüchsiger, der mit subtilen Streichen absichtlich Verwirrung in der Gesellschaft zu stiften versucht. Zum Beispiel tauscht er gerne offizielle Schilder mit der Unterschrift „The Mgt.“ gegen von ihm selbst gefälschte aus, die absurde Botschaften enthalten wie „Rutschgefahr bei Nässe. Mindestgeschwindigkeit 80 km/h“. Dabei erweckt er den Eindruck, sie würden vom „Management“ stammen statt vom „Midget“ (engl. für Zwerg).
„Die einzig reale Verschwörung, die in dem Buch beschrieben wird“, so schreiben die Autoren, sei das Buch selbst, das als Teil der Operation Mindfuck den Leser „auf Weisen programmiert, die er oder sie auf Monate (möglicherweise auf Jahre) nicht verstehen wird“. Die Lektüre ist also nicht nur eine Beschreibung von Verschwörungen, sie ist selbst eine. Ziel dabei sei eine Revolution, nicht indem den Leser neue, diesmal anarchistische Denknormen aufgezwungen würden, sondern durch Zerstörung der alten Normen – des Glaubens an Zeit, Logik, und objektive Realität.

### Selbstreferenzialität
In mehreren Passagen macht sich der Roman selbst zum Thema und dekonstruiert sich scherzhaft selbst. Es wird z. B. erzählt, dass ein Journalist namens Epicene Wildeblood gebeten wird, ein Buch zu rezensieren, das der Illuminatus!-Trilogie auf in vielerlei Hinsicht gleicht:

„Es ist einfach ein grässliches Monster von einem Buch […], und die Zeit ist viel zu kurz, um es ganz zu lesen; aber ich werde es gründlich durchblättern. Die beiden Autoren halte ich für völlig inkompetent – nicht eine Spur von Stilgefühl oder für Gliederung. Es fängt als Kriminalroman an, springt dann über zu Science-Fiction, gleitet anschließend ab ins Übernatürliche und ist überladen mit den ausführlichsten Informationen über Dutzende von entsetzlich langweiligen Themen. Zudem ist der Zeitablauf völlig durcheinander, was ich als eine anmaßende Imitation von Faulkner und Joyce werte. Am allerschlimmsten aber ist, es hat die obszönsten Sexszenen, die du dir vorstellen kannst. Ich bin sicher, dass es nur deshalb verkauft wird. Sowas spricht sich ja immer am schnellsten rum. Und, ich meine, die beiden Autoren finde ich einfach unmöglich; kein bisschen guten Geschmack; stell dir vor, die beziehen tatsächlich lebende politische Figuren ein, um, wie sie einen glauben machen möchten, eine echte Verschwörung aufzudecken.“

Mehrere Romanfiguren kommen zu der Erkenntnis, dass sie nur Romanfiguren sind, oder beginnen zumindest an der Realität ihrer Lage zu zweifeln. George Dorn fragt sich zu Beginn des Romans „ob ich in einem verrückten surrealistischen Film bin, wo ich von telepathischen Sheriffs zu schwulen Mördern komme, zu nymphomanischen Damen-Freimaurern, zu psychotischen Piraten, und das Drehbuch wurde von zwei LSD-Schluckern und einem Komiker vom Mars verfasst“.
Hagbard Celine behauptet, als sich die Handlung ihrem Höhepunkt nähert, dass die ganze Geschichte eine computergenerierte Synthese von Zufallsverschwörungen sei:

„Bei euch klappt’s, aber den Leser kann ich nicht an der Nase herumführen. FUCKUP hat den ganzen Vormittag lang gearbeitet, er hat alle Daten über diesen kleinen Schabernack und seine historischen Ursprünge miteinander in Korrelation gesetzt, und ich programmierte ihn, das ganze Zeug in Form einer Erzählung auszuspucken, damit es sich leichter lesen lässt. Bedenkt man, was für einen miesen Job er mit der Poesie vollbringt, so vermute ich, dass es ein übertriebener Hit von einem Roman werden wird, absichtlich oder unabsichtlich.“

### Anspielungen
Illuminatus! enthält überaus viele Anspielungen und Referenzen auf Lieder, Filme, Zeitungsartikel, Romane und andere Medien. Dies liegt zum Teil daran, dass die Romanfiguren mit Recherchen beschäftigt sind, zum Teil ist es kennzeichnend für Wilsons Schreibstil.
Das Buch Telemachus Sneezed („Telemachos nieste“) der Romanfigur Atlanta Hope mit seinem Slogan: „Was ist John Guilt?“ ist zum Beispiel eine Persiflage von Ayn Rands Atlas Shrugged (wörtlich übersetzt: „Atlas zuckte die Achseln“, Titel der deutschen Ausgabe: Wer ist John Galt?). Ayn Rand wird sogar namentlich mehrere Male in Illuminatus! erwähnt, Hagbard spielt auf ihren Roman an, als er sagt:

„Wenn Atlas die Achseln zucken kann und Telemachus niesen, wieso kann dann Satan nicht bereuen?“

Es finden sich auch Anspielungen auf Thomas Pynchons Romane Die Versteigerung von Nr. 49 und Die Enden der Parabel, letzteres ein ähnlich großangelegtes Romanexperiment, das sich ebenfalls mit den Themen persönliche Freiheit und Paranoia auseinandersetzt. Es erschien zwei Jahre vor Illuminatus!. Wilson behauptet, dass Illuminatus! zu der Zeit schon beinahe fertig gewesen sei, als Shea und er Pynchons Roman lasen, doch dass sie einige Änderungen mit Anspielungen auf Die Enden der Parabel bei der Schlussredaktion angebracht hätten.
Auch auf H. P. Lovecraft wird viel angespielt, so zum Beispiel mit Namen von Personen (Robert Harrison Blake, Henry Armitage, oder Klarkash-Ton), mit Monstern (z. B. Tsathoggua, Yog-Sothoth und die Lloigor), mit fiktiven Buchtiteln (Necronomicon, Unaussprechlichen Kulte) und Orten wie der gleichfalls fiktiven Universität von Miskatonic, die alle aus dem Cthulhu-Mythos stammen. Lovecraft kommt sogar selbst im Roman vor, ebenso wie seine Tante Annie Gamwell und sein Bekannter Hart Crane.
Eine ebenfalls große Rolle spielen die Texte von William S. Burroughs, von dem Shea und Wilson nicht nur das „Geheimnis der 23“ ausgeborgt haben, sondern auch die Phantasien über die Ejakulationen Gehenkter aus Naked Lunch, die bei einer diskordianischen Initiationszeremonie Verwendung finden. Das große literarische Vorbild der Autoren, James Joyce, wird ebenfalls mit einem Gastauftritt als Romanfigur geehrt: Hier drohen die Illuminaten dem Autor, der bekanntlich krankheitsbedingt eine Augenklappe tragen musste, wenn er weiter ihre Geheimnisse verraten würde, würden sie ihm sein anderes Auge auch noch ausstechen.

## Wirkungs- und Nachgeschichte

### Rezensionen
Illuminatus! wurde bei seinem Erscheinen in so verschiedenen Zeitschriften wie dem Playboy, Publishers Weekly, den Philadelphia Daily News, Berkeley Barb und dem Rolling Stone sehr positiv besprochen. The Village Voice nannte es „das ultimative Verschwörungsbuch … der größte Science-Fiction-Kult-Roman seit Der Wüstenplanet … erotisch und rasend komisch!“
Das britische Magazin Fortean Times war ziemlich enthusiastisch, wobei man darauf hinwies, dass viele Leser mit dem Wust von Handlungsfäden Probleme haben würden:

“Be prepared for streams of consciousness in which not only identity but time and space no longer confine the narrative, which zips up and down time-lines and flashes into other minds with consummate ease […] A damned good read. Has to be read to be believed (and even then I'm not sure—it really is preposterous in parts).”

„Seien Sie auf Bewusstseinsströme vorbereitet, in denen nicht nur Identität, sondern auch Zeit und Raum die Erzählung nicht mehr einschränken, die Zeitlinien auf und ab reißt und mit vollendeter Leichtigkeit in andere Köpfe blitzt […] Eine verdammt gute Lektüre. Muss gelesen werden, um es zu glauben (und selbst dann bin ich mir nicht sicher - es ist zum Teil wirklich absurd).“

Illuminatus! hat auch außerhalb der Literaturkritik Aufmerksamkeit erregt, wie mehrere Seiten in George Johnsons Studie über die Rolle von Verschwörungstheorien in der amerikanischen Politik von 1983 zeigen.

### Shea und Wilson
Wilson und Shea blieben in der Folgezeit sehr produktiv, schrieben aber nie wieder zusammen ein Buch.
Wilson verfasste eine ganze Reihe von Vor-, Nach- und Nebengeschichten zur Handlung von Illuminatus! Als erstes erschien eine weitere Trilogie mit dem Titel Schrödingers Katze. Hier tauchten mehrere Themen und Figuren aus Illuminatus! wieder auf, z. B. Markoff „The Midget“ Chaney und Epicene Wildeblood. Es folgte ein Einzelwerk namens Masken der Illuminaten, in dem die fiktive, aber mögliche Begegnung von James Joyce, Albert Einstein und Aleister Crowley 1914 in Zürich geschildert wurde, und schließlich die auf fünf Bände ausgelegte Serie Die Illuminaten-Chroniken, von der drei Bände erschienen sind. In diesem im 18. Jahrhundert angesiedelten Werk gerät Sigismundo Celine, ein Vorfahr von Hagbard, in ein Gestrüpp von Verschwörungen, das unter anderem aus der Protoform der Mafia, der Prieuré de Sion (hier verarbeitet Wilson Material aus Der Heilige Gral und seine Erben) und dem Grafen Cagliostro besteht.
Wilson und Shea planten zu Beginn der 1990er Jahre, gemeinsam eine Fortsetzung namens Bride of Illuminatus („Die Braut des Illuminatus“) zu schreiben, die im Jahre 2026, also fünfzig Jahre nach den in der Trilogie geschilderten Ereignissen spielen sollte. Gerüchte wollen wissen, dass hier eine wiederauferstandene Winifred Saure (das einzig weibliche Mitglied der bösen AMA) mittels virtueller Realität Einfluss auf die Welt nehmen sollte. Robert Shea starb jedoch 1994, bevor dieses Projekt verwirklicht werden konnte. Ein Exzerpt wurde 1995 von Robert Anton Wilson veröffentlicht. In einem Interview aus diesem Jahr deutete Wilson an, er könne sich vorstellen, danach noch einen Son of Illuminatus („Sohn des Illuminatus“) zu schreiben. Wilson starb im Jahre 2007.
Shea dagegen schrieb kein Buch mit direktem Bezug auf Illuminatus! mehr, obwohl mehrere seiner späteren Romane wie z. B. seine beiden Sarazenen-Romane Anspielungen auf Themen der Trilogie enthalten.

### Einflüsse
Der deutsche Hacker Karl Koch war von Sheas und Wilsons Trilogie stark beeinflusst. Er benutzte das Pseudonym „Hagbard“ und nannte seinen Rechner „FUCKUP“, nach dem Bordcomputer des U-Boots, das im Roman eine zentrale Rolle spielt. Er machte Geschäfte mit ausländischen Geheimdiensten (siehe KGB-Hack), wurde kokainsüchtig und entwickelte so eine extreme Paranoia, die ihn glauben ließ, der Roman schildere die Realität und die Illuminaten wären hinter ihm ebenso her wie hinter seinem dort beschriebenen Namensvetter. 1987 schrieb er auf sieben Seiten so etwas wie ein Hacker-Manifest, in dem er auch seine Theorien über Hagbard Celine und die Illuminaten unterbrachte. Der Film 23 basiert auf Kochs Leben, Robert Anton Wilson hat darin einen Kurzauftritt als er selbst. 1990 wurde die Trilogie in die Bibliographie eines Wörterbuchs für Hacker aufgenommen, da es dem Leser helfen könne, deren „Art zu denken zu verstehen“, obwohl es vor der Erfindung der Personal Computer verfasst wurde.
Daniel Kulla monierte 2004 in der Jungle World, eine Fehlinterpretation wie die Kochs, die die in der Trilogie referierten Verschwörungstheorien für bare Münze nahm, statt sie als Satire oder Experiment am eigenen Gehirn zu genießen, sei gerade unter deutschen Lesern verbreitet: „Das liegt natürlich […] wohl auch am hiesigen Mangel an Vernunft und Humor“.
Die Trilogie regte zu einer ganzen Zahl direkter Adaptionen einschließlich eines Theaterstücks und einer Comic-Serie (Eye N Apple Productions) an, zahlreiche indirekte Adaptionen nahmen Themen aus dem Buch auf. Es hat auch mehrere Spiele inspiriert, so z. B. das Kartenspiel Illuminati, in dem die Illuminaten, die Diskordianer und andere Geheimbünde und Verschwörungen gegeneinander antreten, das Sammelkartenspiel Illuminati. Neue Weltordnung, ein GURPS-Rollenspiel, für dessen Regelbuch Robert Shea einen kleinen Beitrag schrieb. 2005 erschien ein weiteres Rollenspiel mit dem sprechenden Titel Discordia!: A Little Game about a Lot of Chaos.
Die Illuminatus!-Trilogie steckt voller Anspielungen auf die Rockmusik-Szene der späten 1960er Jahre – an einer Stelle wird eine Liste mit 200 teils fiktiven Bandnamen abgedruckt, die alle an dem ebenfalls fiktiven Walpurgisnacht-Rock-Festival auftreten sollten. Dem Hit der amerikanischen Rockband MC5 aus dem Jahre 1968 Kick Out The Jams wird zum Beispiel eine ganz neue Bedeutung gegeben: Statt wie üblich verstanden als „Schmeißt die Hemmungen weg!“, wird die Titelzeile gedeutet als „Werft die JAMs raus!“, wobei die JAMs (d. h. die Justified Ancients of Mu Mu) eine besonders üble Verschwörung in dem an üblen Verschwörungen gewiss nicht armen Roman darstellen.
Der Roman hat dementsprechend viele Musiker beeinflusst. Eben unter dem Namen Justified Ancients of Mu Mu veröffentlichte die anarchistische House-Band The KLF aus London ihre ersten Aufnahmen, und auch der Bandname KLF spielt auf eine der Geheimgesellschaften aus Illuminatus! an. Die Gruppe veröffentlichte darüber hinaus 1991 zusammen mit der Country-Sängerin Tammy Wynette das Lied Justified And Ancient (Stand by The JAMs), das ein weltweiter Chart-Erfolg wurde. Weitere Anspielungen auf Inhalte der Trilogie finden sich etwa bei den Ärzten im Lied Ewige Blumenkraft, bei den deutschen Hip-Hop-Gruppen Die Firma (Kap der Guten Hoffnung und Nachricht an Utopia) und Torch (Morgen), bei der Metal-Band Kataklysm (Illuminati) oder bei den Machines of Loving Grace, die eine pornographische Darstellung einer schwarzen Messe im titelgebenden Song ihres Albums Rite of Shiva ausmalten – angeblich mit dem erklärten Ziel, die überaus obszöne Romanpassage ins Radio zu bekommen, ohne dass jemand merkte, worum es eigentlich ging.
Ganz allgemein wird der Illuminatus!-Trilogie entscheidender Einfluss bei der Konstituierung des Genres der Verschwörungsliteratur zugeschrieben, zu dem so bekannte Bestseller wie Umberto Ecos Das Foucaultsche Pendel oder die Romane Dan Browns gehören. Auch die von Chris Carter geschaffene Fernsehserie Akte X ist von Wilsons und Sheas Trilogie stark beeinflusst. Nicht unkritisch stellte die englische Skeptiker-Organisation UK-Skeptics fest:

„Die Welle von Interesse an den Illuminaten und die Behauptungen, es gäbe sie heute immer noch, begann nach Veröffentlichung der Illuminatus!-Trilogie.“

## Auszeichnungen
- 1986: Prometheus Hall of Fame Award für klassische libertäre Werke im Bereich Fiktion.[20]

## Ausgaben
- Illuminatus! Dell, New York 1975.
  - The Eye in the Pyramid. ISBN 0-440-04688-2.
  - The Golden Apple. ISBN 0-440-04691-2.
  - Leviathan. ISBN 0-440-14742-5.

- The Illuminatus! Trilogy. Constable & Robinson, London 1998, ISBN 1-78033-757-4 (Ausgabe in einem Band)

deutsch
- Illuminatus! Deutsch von Udo Breger. Sphinx-Verlag, Basel
  - Das Auge in der Pyramide. 1977.
  - Der goldene Apfel. 1978.
  - Leviathan. 1978.

- Illuminatus! Rowohlt, Reinbek
  - Das Auge in der Pyramide. 1980, ISBN 3-499-14577-4.
  - Der goldene Apfel. 1981, ISBN 3-499-14696-7.
  - Leviathan. ISBN 3-499-14772-6.

- Illuminatus! Rowohlt, Reinbek 1997.
  - Das Auge in der Pyramide. ISBN 3-499-22271-X.
  - Der goldene Apfel. ISBN 3-499-22272-8.
  - Leviathan. ISBN 3-499-22273-6.

- Illuminatus! Hugendubel, Kreuzlingen/München 2002, ISBN 3-7205-2320-9 (Ausgabe in einem Band)

- Illuminatus! Rowohlt, Reinbek 2006.
  - Das Auge in der Pyramide. ISBN 3-499-24272-9.
  - Der goldene Apfel. ISBN 3-499-24273-7.
  - Leviathan. ISBN 3-499-24274-5.

- Illuminatus! Rowohlt, Reinbek 2011, ISBN 978-3-499-25654-7 (Ausgabe in einem Band)